# Кучериха
Кучери́ха — деревня в составе Шангского сельского поселения Шарьинского района Костромской области России.

## География
Расположена на автодороге Урень — Шарья — Никольск — Котлас Р157, на берегу реки Ветлуга.

## История
Согласно Спискам населенных мест Российской империи в 1872 году деревня Кочериха относилась к 3 стану Ветлужского уезда Костромской губернии. В ней числилось 6 дворов, проживало 29 мужчин и 30 женщин.
Согласно переписи населения 1897 года в деревне проживало 88 человек (34 мужчины и 54 женщины).
Согласно Списку населенных мест Костромской губернии в 1907 году деревня относилась к Шангско-Городищенской волости Ветлужского уезда Костромской губернии. По сведениям волостного правления за 1907 год в деревне числилось 17 крестьянских дворов и 102 жителя. В деревне имелась ветряная мельница. Основным занятием жителей деревни был лесной промысел.

## Население
| 2008 | 2010 | 2014 |
| ---- | ---- | ---- |
| 26   | ↗28  | ↘24  |